# Rhododendron orbiculatum
Rhododendron orbiculatum är en ljungväxtart som beskrevs av Ridley. Rhododendron orbiculatum ingår i släktet rododendron, och familjen ljungväxter. Inga underarter finns listade i Catalogue of Life.